# Rebelia Cao Qina

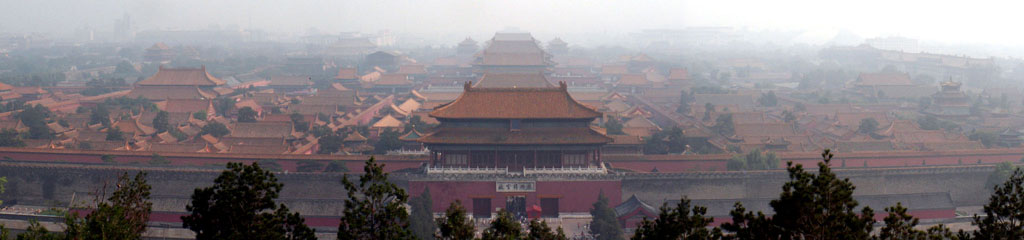
Rebelia Cao Qina, która miała miejsce w Pekinie, zagroziła bramom Miasta Cesarskiego, w którego centrum znajdowała się rezydencja cesarska Zakazane Miasto (widoczne na zdjęciu).

Rebelia Cao Qina była trwającą jeden dzień próbą zamachu stanu, która miała miejsce w Pekinie 7 sierpnia 1461 roku, za panowania dynastii Ming. Została przeprowadzona przez chińskiego dowódcę Cao Qina (chiń. upr. 曹钦; chiń. trad. 曹欽; pinyin Cáo Qīn; zm. 1461) i jego żołnierzy pochodzenia mongolskiego i chińskiego, przeciwko cesarzowi Zhu Qizhenowi. Zamach stanu został zaaranżowany przez Cao Qina i jego oficerów z powodu obaw, że będą kolejnym celem czystki. Cesarz Zhu Qizhen kolejno eliminował tych, którzy pomogli mu odzyskać koronę cesarską z rąk jego przyrodniego brata cesarza Jingtai, który wcześniej objął po nim tron w 1449 po katastrofie Tumu. Zamach stanu zakończył się niepowodzeniem, trzech braci Cao Qina zginęło podczas walk, a sam Cao Qin popełnił samobójstwo podczas obrony ostatniego punktu oporu spiskowców, aby nie dostać się w ręce wojsk wiernych cesarzowi. Rebelia stanowiła apogeum sporu w kwestii służby Mongołów w wojsku cesarskim. Chińscy urzędnicy często wynagradzali swoich mongolskich podwładnych za zasługi wojskowe, a jednocześnie lokowali ich jednostki i rodziny z dala od stolicy.

## Tło rebelii

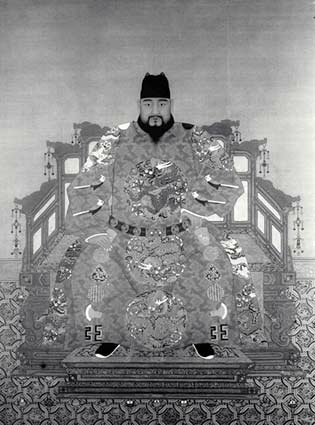
Cesarz Zhu Qizhen (1435-49 i 1457-64); został wzięty do niewoli przez Mongołów po bitwie pod Tumu, uwolniony rok później w 1450, umieszczony w areszcie domowym przez swojego przyrodniego brata cesarza Jingtai, po zamachu stanu w 1457 został ponownie cesarzem.

Podczas panowania dynastii Ming (1368–1644), Mongołów rekrutowano do służby w wojsku cesarskim zarówno spośród jeńców wojennych, jak i ochotników, którzy dobrowolnie zaciągali się do wojska i osiedlali w Chinach. Inni emigrowali ze swojej ojczyzny z powodu klęsk żywiołowych, takich jak susze, szukając schronienia w Chinach, gdzie rodziny mongolskie mogły znaleźć pożywienie i gościnę. Niektórzy Mongołowie stawali się wybitnymi dowódcami wojskowymi, otrzymywali tytułu szlacheckie, a nawet zostawali ministrami w administracji cesarskiej. Ci Mongołowie przejmowali obyczaje chińskie i stawali się członkami elit obu stolic (Pekinu i Nankinu), podczas gdy ich synowie studiowali chińskie teksty klasyczne i brali udział w egzaminach urzędniczych. Niemniej jednak Mongołowie w cesarstwie Ming byli często traktowani z podejrzliwością przez chińskie władze. Mongołowie o niższym statusie społecznym byli często oskarżani przez chińskich urzędników o skłonność do przemocy i bandytyzm oraz o trudnienie się żebractwem, a nawet prostytucją. Chińscy urzędnicy często korzystali z pretekstu kampanii wojennych, aby przenieść i rozproszyć mongolskie wojska i ich rodziny, tak aby nie koncentrowały się w północnych Chinach (które sąsiadowały z terenem Mongolii). Wu Tingyun twierdzi, że po katastrofie Tumu w 1449 nastąpiła znacząca zmiana w polityce władz chińskich w stosunku do Mongołów; o ile wcześniej władze chińskie aktywnie zachęcały Mongołów do osiedlania się na terytorium Chin, to po katastrofie Tumu ledwo tolerowały już osiadłych w Chinach.
20 lipca 1461 roku, po tym jak Mongołowie ze stepów w czerwcu rozpoczęli rajd na terytorium chińskie wzdłuż północnych brzegów Żółtej Rzeki, minister wojny Ma Ang (马昂; 1399–1476) i generał Sun Tang (孙镗; zm. 1471) zostali postawieni na czele 15-tysięcznej armii, mającej wzmocnić obronę Shaanxi. Historyk David M. Robinson twierdzi, że "te działania musiały mieć źródło w podejrzliwości wobec Mongołów żyjących w północnych Chinach, co z drugiej strony wywoływało niepokój wśród tych Mongołów. Jednak, nie było bezpośredniego związku pomiędzy decyzją Mongołów mieszkająch w Chinach o wzięciu udziału w zamachu stanu a działalnością na północnym zachodzie Mongołów ze stepów.".

## Przeddzień rebelii
6 sierpnia 1461 roku, cesarz Zhu Qizhen wydał edykt wzywający dostojników i generałów do lojalności wobec tronu; Cao Qin odebrał to jako zaowalowaną groźbę wobec siebie, po tym jak zamordował swojego wspólnika z Gwardii Cesarskiej, aby ukryć nielegalne transakcje zagraniczne. Działał on jako prywatny agent handlowy Cao Qina, jednak gdy sprawy wyszły na jaw, zmusił żonę wspólnika do powiadomienia władz, że jej mąż oszalał i uciekł. Lu Gao (逯杲; zm. 1461), dowódca Gwardii Cesarskiej nakazał, za zgodą cesarza, aresztować zaginionego, co spowodowało, że Cao Qin kazał zabić go, zanim wpadnie w ręce władz.
Generał Shi Heng (石亨; zm. 1459), jeden z przywódców spiskowców, którzy przywrócili na tron cesarza Zhu Qizhena, zmarł śmiercią głodową w więzieniu po podobnym edykcie cesarskim; jego syn Shi Biao (石彪) został stracony w 1460. Cao Qin nie miał szans na uniknięcie podobnego losu. Mongołowie, którymi dowodził Cao Qin, byli weteranami wojen na pograniczu chińsko-birmańskim w latach czterdziestych XV wieku, gdzie dowodził nimi eunuch Cao Jixiang (曹吉祥), którego był adoptowanym synem. Mógł on liczyć na lojalność swoich oficerów również z tego powodu, że tysiące oficerów zostało zdegradowanych w 1457, za pomoc we wstąpieniu na tron cesarza Jingtai. Robinson stwierdza, że "Mongolscy oficerowie niewątpliwie spodziewali się, że jeżeli Cao Qin zostanie ukarany, oni wkrótce będą następni.".
Cao Qin, albo planował zabić Ma Anga i Sun Tanga, gdy będą opuszczać stolicę rankiem 7 sierpnia prowadząc 15-tysięczną armię do Shaanxi, albo po prostu chciał wykorzystać ich nieobecność. Spiskowcy zamierzali umieścić na tronie wybranego przez siebie potomka cesarza Zhu Qizhena, a jego samego zdegradować do rangi "cesarza w stanie spoczynku" (Taishang Huangdi, 太上皇帝), czyli rangi, którą nosił w czasie aresztu domowego w latach 1450-57, w czasie panowania cesarza Jingtai.

## Śmierć Lu Gao i petycja Li Xiana

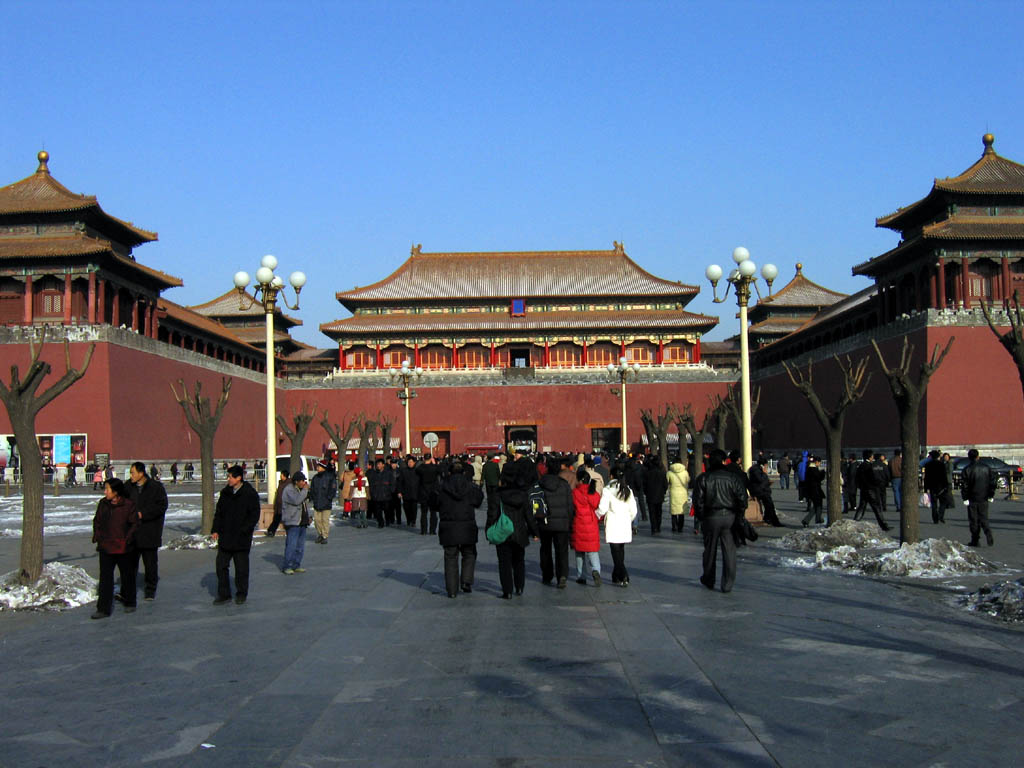
Ogromne kamienne bloki z drogi cesarskiej zostały wyrwane z podłoża, aby mogły być wykorzystane do zablokowania bram Zakazanego Miasta, takich jak widoczna na zdjęciu Brama Południkowa.

W nocy z 6 na 7 sierpnia Cao Qin wydawał ucztę dla mongolskich oficerów. Dwóch z nich wymknęło się z przyjęcia i powiadomiło o spisku wysokich rangą dowódców mongolskich Wu Jina (吴瑾) i Wu Conga (吴琮). Stało się to 7 sierpnia między godziną 1 a 3. Wu Jin zaalarmował generała Sun Tanga o spisku, a Sun Tang wysłał wiadomość do cesarza. Po otrzymaniu ostrzeżenia, cesarz aresztował jednego z konspiratorów, eunucha Cao Jixianga i kazał zablokować wszystkie bramy Pekinu i Zakazanego Miasta. Tymczasem Cao Qin zaczął podejrzewać, że spisek został wykryty i między 5 a 7 rano wyruszył ze swoimi oddziałami sprawdzić bramy Miasta Cesarskiego; kiedy nie powiodło się otwarcie bramy Dong’anmen (chiń. upr. 东安门; chiń. trad. 東安門; pinyin Dōng’ānmén) - wschodniego wejścia do Miasta Cesarskiego, jego podejrzenia się potwierdziły.
Kiedy jego oddziały poszukiwały Ma Anga i Sun Tanga, Cao Qin udał się do domu Lu Gao, komendanta Gwardii Cesarskiej, który starał się doprowadzić do przesłuchania jego i jego przybranego ojca i zabił Lu Gao w jego własnym domu (ściął mu głowę i poćwiartował). Po zabójstwie Lu Gao, Cao Qin odnalazł i zatrzymał Wielkiego Sekretarza Li Xiana (李贤; 1408–1467). Pokazał mu odciętą głowę Lu Gao i wyjaśnił, że to Lu Gao pchnął go do buntu. Li Xian zgodził się sporządzić petycję do cesarza wyjaśniającą, że Cao Qin nie występował przeciwko cesarzowi, zemścił się już na Lu Gao i prosi o cesarską łaskę. Żołnierze Cao Qina zatrzymali również Ministra Personelu Wang Ao (王翱; 1384–1467). Li Xian i Wang Ao sporządzili petycję do cesarza. Przekazali ją przez bramę Miasta Cesarskiego, ale pozostała ona szczelnie zamknięta, więc Cao Qin zamierzał zabić Li Xiana. Wang Ao i Wan Qi (万祺; zm. 1484), urzędnik z Ministerstwa Personelu, odwiedli Cao Qina od tego zamiaru, przypominając, że Li Xian napisał inskrypcję dla przybranego ojca Cao Qina − Cao Jixianga.

## Niepowodzenie zamachu stanu i walki w mieście

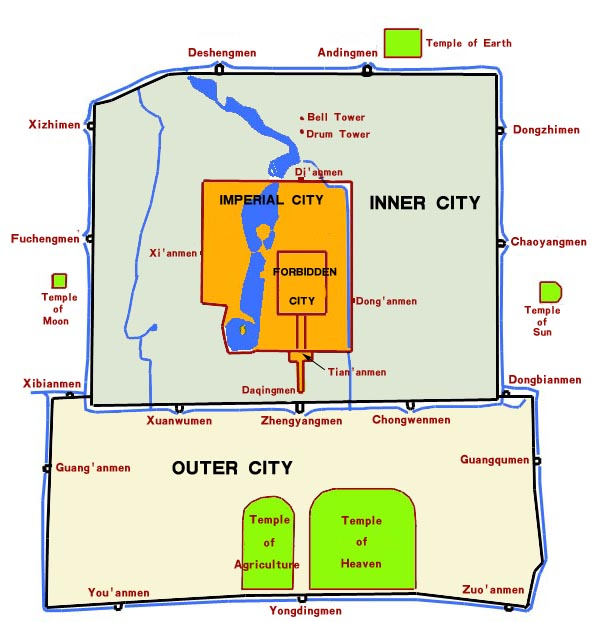
Plan Pekinu w czasach dynastii Ming, pokazujący znajdujące się pośrodku Miasto Cesarskie i Zakazane Miasto, bramy, atakowane przez wojska Cao Qina — Dong’anmen i Chang’anmen, jak również bramy, którymi usiłowały uciec — Chaoyangmen, Andingmen i Dongzhimen.

Po tym, jak zakończyło się niepowodzeniem przekazanie petycji Li Xiana, Cao Qin rozpoczął atak na bramy Dong’anmen, Wschodnią Bramę Chang’ańską (chiń. upr. 长安左门; chiń. trad. 長安左門; pinyin Cháng’ānzuǒmén) i Zachodnią Bramę Chang’ańską (chiń. upr. 长安右门; chiń. trad. 長安右門; pinyin Cháng’ānyòumén), próbując je podpalić, wywołane tym pożary zostały ugaszone przez ulewny deszcz. Bramy były bronione przez 5 610 gwardzistów cesarskich, którzy zostali później hojnie wynagrodzeni za ich zasługi w obronie Miasta Cesarskiego. Oddziały armii cesarskiej przeprowadziły kontratak poza mury Miasta Cesarskiego; Li Xian i Wang Ao zdołali uciec, lecz Wu Jin i szef kontroli administracji, Kou Shen (寇深; 1391-1461), zostali zabici przez żołnierzy Cao Qina. Kou Shen był tym, który wykrył przestępczą działalność Cao Qina i był współpracownikiem Lu Gao; kiedy żołnierze Cao Qina znaleźli Kou Shena niedaleko murów Miasta Cesarskiego, przeklinał ich zanim go ścięli.
Generał Sun Tang zaatakował wojska Cao Qina prosto ze Wschodniej Bramy Chwały (chiń. upr. 東華門; chiń. trad. 東華門; pinyin Dōnghuámén), podczas gdy Ma Ang zaatakował z drugiej strony. Cao Qin został zmuszony do wycofania się i założenia tymczasowego obozu przy bramie Dong’anmen. Do południa dwóch braci Cao Qina zginęło podczas walk z oddziałami Sun Tanga(Sun Tang zastrzelił z łuku drugiego z braci, gdy prowadził on szarżę kawaleryjską na wojska cesarskie). Cao Qin został ciężko ranny w obie ręce; jego wojska zajęły pozycję na północny wschód od bramy Dong’anmen, podczas gdy Sun Tang użył artylerii przeciwko rebeliantom. Cao Qin stracił trzeciego brata, Cao Duo (曹铎), podczas próby ucieczki z Pekinu przez bramę Chaoyangmen (chiń. upr. 朝阳门; chiń. trad. 朝陽門; pinyin Chāoyángmén). Cao Qin podjął kolejną próbę ataku na północno-wschodnie bramy stolicy Andingmen (chiń. upr. 安定门; chiń. trad. 安定門; pinyin Āndìngmén) i Dongzhimen (chiń. upr. 东直门; chiń. trad. 東直門; pinyin Dōngzhímén), a następnie ponownie na Chaoyangmen; wszystkie próby zakończyły się niepowodzeniem. W końcu Cao Qin uciekł z resztką wojsk do swojej ufortyfikowanej rezydencji w Pekinie. Wojska cesarskie pod dowództwem Sun Tanga i nowo przybyłe oddziały Markiza Huichang, Sun Jizonga (孙继宗), przypuściły szturm na rezydencję. Aby uniknąć pojmania i egzekucji, Cao Qin popełnił samobójstwo skacząc do studni. Wojska cesarskie wydobyły jego ciało i następnie odcięły jego głowę.

## Następstwa

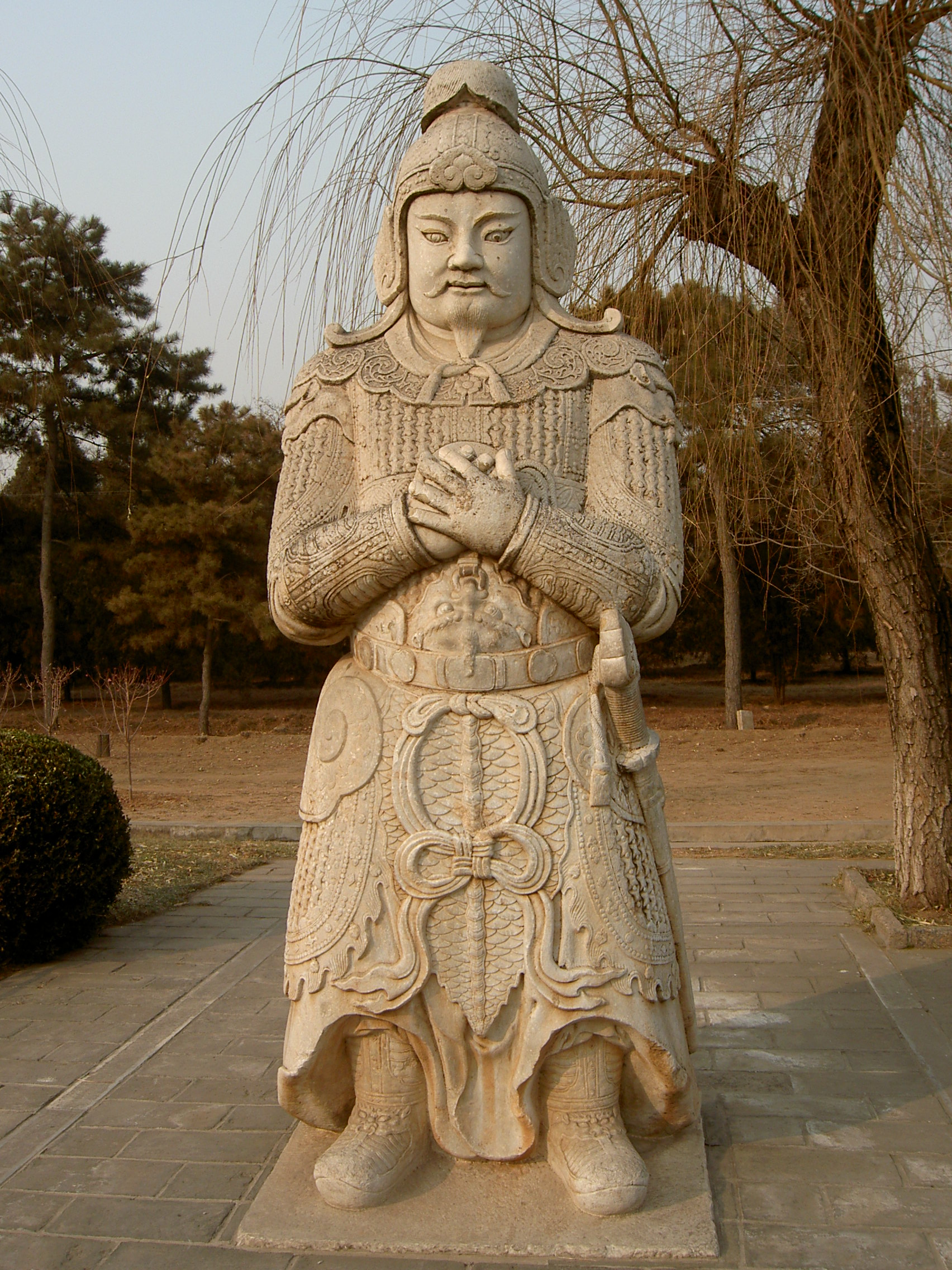
Posąg gwardzisty na terenie kompleksu grobowego dynastii Ming

Zgodnie z obietnicą złożoną przez Wielkiego Sekretarza Li Xiana przed ostatecznym atakiem na rezydencję Cao Qina, żołnierze cesarscy mogli zatrzymać dla siebie wszystko, co tam znaleźli. Li Xian obiecał również, że każdy żołnierz, który schwyta rebelianta, otrzyma jego tytuł i urząd. Wszyscy stronnicy Cao Qina zostali straceni 22 sierpnia 1461. 8 sierpnia Cao Jixiang został skazany przez cesarza Zhu Qizhena na publiczne ćwiartowanie; wyrok został wykonany przy bramie Południkowej. Poćwiartowane ciała Cao Qina i jego braci zostały wystawione na widok publiczny. Teść Cao Qina uniknął kary, ponieważ było wiadomo, że odmawiał kontaktów z Cao Qinem, gdy ten robił karierę.
Cesarz zamienił niektórym buntownikom karę śmierci na karę więzienia; należał do nich zastępca głównego komisarza Esen Temür, który uciekł ze stolicy opuszczając się z murów miejskich i został później schwytany w Tongzhou. Inni zostali zesłani na południe Chin, aby według Robinsona "doświadczali niedogodności tropikalnego klimatu przez resztę życia". Li Xian nalegał na cesarza, aby wybaczył i uwolnił "tych, których zmuszono do przyłączenia się" do rebelii Cao Qina.
Nagrodzono również tych, którzy schwytali uciekinierów, w tym Chen Kui, Wielkiego Obrońcę Tiencinu, który został awansowany. 9 sierpnia mongolski oficer Wu Cong otrzymał stanowisko Szefa Komisji Wojskowej; we wrześniu, jego wynagrodzenie zostało zwiększone o dwadzieścia taeli srebra i dwieście pikuli ziarna. We wrześniu Ma Ang został mianowany Młodszym Strażnikiem Tronu. Dla upamiętnienia tych, którzy polegli w walce przeciwko Cao Qinowi, zostały wykonane tablice pamiątkowe.
Oprócz zajmowania się wymierzaniem kar i przyznawaniem nagród, dwór cesarski podjął również inne działania na rzecz przywrócenia porządku w regionie stołecznym. Został zawieszony pobór pomniejszych podatków. Członkowie rodziny cesarskiej patrolowali bramy miasta, gdy rebelianci pozostawali jeszcze na wolności. Niektórzy mieszkańcy Pekinu wykorzystali okazję, aby pozbyć się swoich osobistych wrogów donosząc do władz, że są oni "buntownikami" i aby przejąć ich majątki. Aby zniechęcić do tego, cesarz skazał kilkudziesięciu fałszywych oskarżycieli na chłostę i wystawienie na widok publiczny jako przestępców. W dekrecie z 9 sierpnia, cesarz zapewnił lojalnych mongolskich oficerów stacjonujących w Baoding koło Pekinu, że udział Mongołów w rebelii Cao Qina nie spowoduje prześladowań w stosunku do nich. W październiku, Mi Duo-duo-lai, dowódca Baoding i pochodzący z Mongolii oficer, który walczył z inwazją Esena w 1449, otrzymał rozkaz pozostania w Baoding - gest cesarza oznaczający, że nie obawia się on utraty władzy.
Trzy tygodnie po upadku rebelii wódz mongolski Bolai, który najechał północne Chiny, wysłał poselstwo do Chin z żądaniem nawiązania relacji trybutarnych i zostania wasalem dynastii Ming. Wiadomości o rebelii dotarły na dwór koreańskiej dynastii Joseon przed 9 września, gdy koreański urzędnik odpowiedzialny za sporządzenie o tym raportu, prawdopodobnie podkoloryzował poziom grozy i przemocy, pisząc o dziesiątkach tysięcy zabitych i trzech dniach ulewnego deszczu po stłumieniu rebelii, w czasie których nawet Zakazane Miasto było zalewane strumieniami krwi. Żadne powstanie nie zagroziło stolicy aż do zdobycia Pekinu przez wojska Li Zichenga w 1644, co oznaczało upadek dynastii Ming i, wkrótce potem, początek podboju Chin przez Mandżurów. Aż do podboju Chin przez mandżurską dynastię Qing, chińscy urzędnicy obawiali się służących w wojsku cesarskim Mongołów i kontynuowali politykę przesiedleń. Rebelia Cao Qina była jednak ostatnim wydarzeniem, kiedy Mongołowie w służbie dynastii Ming mieli znaczący wpływ na politykę dworu; chociaż wielu mongolskich dowódców zachowało swoje dziedziczne arystokratyczne tytuły, znaczenie arystokratycznego pochodzenia zmalało, gdy stanowiska dowódcze otrzymywali również ludzie skromniejszego pochodzenia.

## Historiografia

### Źródła z XVI-XVIII wieku
Chińskie dzieła historyczne opisujące panowanie dynastii Ming, w tym wymienione w bibliografii wydania Mingdai Shi i Mingshi, zawierają jedynie krótkie wzmianki o nieudanym zamachu stanu Cao Qina w 1461. Zamach stanu Cao Qina, jego przyczyny i poprzedzające je wydarzenia zostały opisane przez Gao Dai w Hong you lu z 1573, Jiao Honga w Guochao Xianzheng lu z 1594-1616, w Huang Ming shi gai z 1632 i w Mingshi jishi benmo z 1658. Li Xian opisał karierę Cao Jixianga w "Cao Jixiang zhi bian", które znalazło się w zbiorze Huang Ming mingchen jingji lu wydanym przez Huang Xun w 1551.

### Opracowania naukowe
Meng Sen (1868-1938), który opracowywał, wydawał i komentował teksty opisujące okres panowania dynastii Ming i Qing, podkreślał, że cesarz Zhu Qizhen był nieudolnym władcą, który dopuścił do tego, że Shi Heng i Cao Jixiang stali się realnym zagrożeniem dla dynastii. Henry Serruys, którego David M. Robinson określa jako największego znawcę dziejów Mongołów w Chinach w czasach dynastii Ming, nie wspomina o rebelii Cao Qina w żadnej ze swoich prac. Tang Gang i Nan Bingwen w swoim wydaniu Mingshi z 1985 zwracają uwagę, że rebelia Cao Qina osłabiła dynastię Ming. David M. Robinson opisał rebelię Cao Qina i Mongołów w służbie dynastii Ming w artykule Politics, Force and Ethnicity in Ming China. Okuyama Norio w 1977 napisał esej w którym przekonuje, że rebelia Cao Qina w 1461 powinna być widziana w szerszym kontekście walki o władzę pomiędzy mandarynami i wojskowymi w czasie ery Tianshun cesarza Zhu Qinzhena.